# 大魔神逆襲
《大魔神逆襲》（大魔神逆襲）是1966年12月10日日本上映的時代劇與特攝片，大魔神系列第三集。
此部片製作過程因為製作費低於一億日圓，拍攝曾一度陷入困難，勉強在冬末期間完成之後，票房也不甚看好，使得策畫者奧田久司放棄了製作大魔神第四集的念頭。

## 演員
- 鶴吉：二宮秀樹
- 大作：堀井晉次
- 金太：飯塚真英
- 杉松：長友宗之
- 庄八：山下洵一郎
- 三平：仲村隆
- 荒川飛騨守：安部徹
- 松永大膳：名和宏
- 吉兵衛：早川雄三
- 黑木東馬：守田學
- 矢田：堀北幸夫
- 吾十：石原須磨男
- 嘉右衛門：南部彰三
- 大魔神：橋本力

## 製作工作人員
- 監製：永田雅一
- 企畫 :奥田久司
- 導演：森一生
- 特技導演：黑田義之
- 編劇：吉田哲郎
- 攝影：森田富士郎（本編/特攝）、今井ひろし
- 攝影助手：田中省三
- 美術：西岡善信、加藤茂
- 照明：伊藤貞一、美間博
- 音響效果：倉嶋暢
- 音樂：伊福部昭
- 剪輯：谷口登司夫
- 錄音：大谷巖
- 副導演：大洲齊、勝呂敦彥
- 效果合成:田中貞造
- 合成作畫:渡邊善夫
- 武術指導：楠本榮一
- 魔神造形：エキスプロダクション
- 製作主任：小澤宏
- 現像：東京現像所

## 外部連結
- 大魔神 （页面存档备份，存于）（日語）